# 新竹縣立湖口國民中學
新竹縣立湖口國民中學，是一所位於新竹縣湖口鄉的縣立國民中學，成立於1953年，原為新竹縣立新竹中學湖口分部。

## 簡史
- 1953年，新竹縣立新竹中學湖口分部創校。
- 1956年，獨立設校，改制新竹縣立湖口初級中學。
- 1968年，實施九年國民教育，改制新竹縣立湖口國民中學。
- 1997年，試辦完全高中，改制新竹縣立湖口中學。
- 2003年，更名為新竹縣立湖口高級中學。
- 2025年8月，國高中分立，國中部於目前校地復歸「新竹縣立湖口國民中學」，高中部遷校至王爺壟新校地獨立設校[2]。

## 歷任校長
| 任期 | 姓名       | 任職日期   | 離職日期   | 備註                                                           |
| ---- | ---------- | ---------- | ---------- | -------------------------------------------------------------- |
| 1    | 李薈先生   | 1956年8月  | 1957年11月 | 臺灣省政府教育廳專門委員轉任，回任原職。                       |
| 2    | 易用莊先生 | 1957年11月 | 1959年1月  | 臺灣省政府教育廳專門委員轉任，回任原職。                       |
| 3    | 王玉書先生 | 1959年2月  | 1968年7月  | 新竹縣立新豐初級中學校長轉任，調任新竹縣立石光國民中學。       |
| 4    | 鄧迅之先生 | 1968年8月  | 1978年7月  | 新竹縣立石光國民中學校長轉任，調任新竹縣立竹北國民中學。       |
| 5    | 李左彰先生 | 1978年8月  | 1988年7月  | 新竹縣立竹北國民中學校長轉任，屆齡退休。                       |
| 6    | 黃宗謀先生 | 1988年8月  | 2001年8月  | 新竹縣立精華國民中學校長轉任，屆齡退休。                       |
| 7    | 詹輝男先生 | 2001年9月  | 2008年1月  | 新竹縣立新埔國民中學校長轉任，任滿退休。                       |
| 8    | 余保生先生 | 2008年2月  | 2013年7月  | 新竹縣立仁愛國民中學校長轉任，任內退休。                       |
| 9    | 張華堂先生 | 2013年8月  | 2021年7月  | 新竹縣立博愛國民中學校長轉任，任滿退休。                       |
| 10   | 姜錢珠女士 | 2021年8月  | 2025年7月  | 臺北市立中山女子高級中學教務主任升任，接掌獨立設校後的湖口高中 |
| 11   | 張明智先生 | 2025年8月  | 現任       | 新竹縣立新豐國民中學校長轉任。                                 |

## 招生科別
- 普通班
- 體育班
- 藝術才能管樂班

## 外部連結
- 新竹縣立湖口國民中學官方網站